# East Entrance Sign
L'East Entrance Sign est un panneau de signalisation américain dans le comté de Kane, dans l'Utah. Situé le long de l'Utah State Route 9 à l'entrée est du parc national de Zion, il a été construit en 1935 par le Civilian Conservation Corps. Dans le style rustique du National Park Service, il est inscrit au Registre national des lieux historiques depuis le 7 juillet 1987.